# 2002년 상무 피닉스 야구단 시즌
2002년 상무 피닉스 야구단 시즌은 상무 피닉스 야구단이 KBO 퓨처스리그에 참가한 2번째 시즌이다. 김정택 감독이 팀을 이끌었다. 팀은 북부리그 5팀 중 1위에 올라 사상 첫 퓨처스리그 우승을 차지했으며, 전체 9팀 중 승률 2위를 기록했다.

## 타이틀
- 대륙간컵 준우승: 김광삼
- 사이클링 히트: 손인호 (역대 8호)
- 북부리그 출장(타자): 김경진, 손인호, 최길성 (59)
- 북부리그 타석: 김경진 (258)
- 북부리그 타수: 김경진 (226)
- 안타: 김경진 (77)
- 1루타: 김경진 (58)
- 2루타: 최길성 (18)
- 3루타: 손인호 (5)
- 홈런: 정원석 (9)
- 완투: 김광삼, 손용수 (3)
- 다승: 김광삼 (11)
- 승률: 김광삼 (0.786)
- 세이브: 김해님, 박효순 (5)
- 이닝: 이동학 (107.1)
- 탈삼진: 김광삼 (116)
- 상대한 타자 수: 이동학 (435)

## 선수단
- 투수 : 이동학, 김광삼, 손용수, 김해님, 박효순, 박홍진, 정정오, 오창선, 박형식, 이경수, 이재행, 박기범
- 야수 : 김경진, 최길성, 손인호, 한규식, 장교성, 정원석, 신경현, 심광호, 이정주, 이승준, 오윤, 이우석, 최승환, 김원, 신주일, 이상현, 오창석, 김성환, 김민중, 윤원태, 윤인섭, 정경주

## 같이 보기
- 2003년 상무 피닉스 야구단 시즌